# Cima Giochello
Die Cima Giochello, auch Monte Rocchetta, ist ein 1540 m s.l.m. hoher Berg in der Gardaseebergen im Trentino, Italien.

## Lage und Beschreibung
Der Berg liegt westlich des Gardasees im oberen Valsoltina, einem bei Biacesa in Richtung Norden verlaufendes Seitental des Ledrotals. Er ist Teil der Rocchetta-Gruppe und liegt zwischen der südwestlich gelegenen Cima Valdès (1575 m) und der südöstlich gelegenen Grotta Dazi oder Grotta Daei (1301 m). Auf den Wanderwegen der Società degli Alpinisti Tridentini (SAT) ist er unter dem Namen Cima Giochello ausgewiesen. Die in der Literatur auch zu findende Bezeichnung Monte Rocchetta entstand während des Ersten Weltkrieges, als der Berg von der österreichisch-ungarischen Armee befestigt wurde. Die Cima Giochello liegt am östlichen Rand des Natura 2000 Schutzgebietes Crinale Pichea–Rocchetta (WDPA-ID 555580424). Während an der Nordseite der Rotbuchenwald bis in den Gipfelbereich langt, ist die mit Gras bewachsene Südseite zum Val Vasotina vor allem mit Latschenkiefern bedeckt. Die Höhe wird in Karten und in der Literatur zum Teil auch mit 1519 m s.l.m. angegeben.
An der Nordseite des Kamms lagen während des Ersten Weltkrieges Befehlsstände, Unterkunftsbaracken und Artilleriestellungen. Dem Gipfel ist südlich ein Felssporn, der sogenannte Cor (1420 m), vorgelagert. Letzterer wurde im Krieg auch als Reifegg bezeichnet und war festungsartig mit kavernierten Artilleriestellungen sowie Unterkünften für die Besatzung ausgebaut. Versorgt wurde die auf drei Ebenen angelegte unterirdische Stellung mit einer Seilbahn, die in einem Kavernenfenster endete. Die Stellung verfügte über einen Generator für die Stromversorgung, dessen Sockel noch erhalten ist. Erhalten ist auch das Plumpsklo der Anlage.

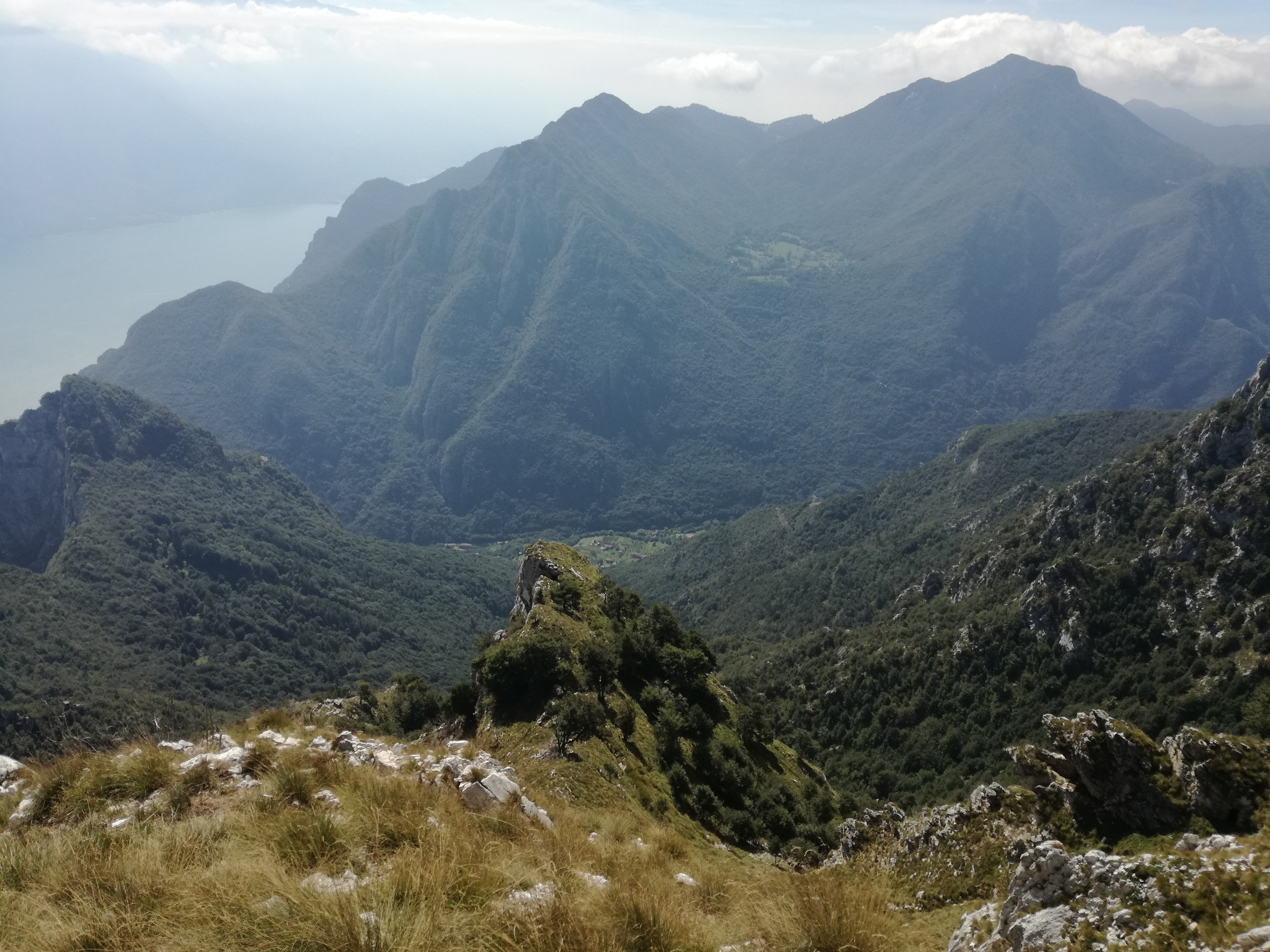
Blick vom Gipfel auf das Val Vasotina und den südlich vorgelagerten Felssporn Cor
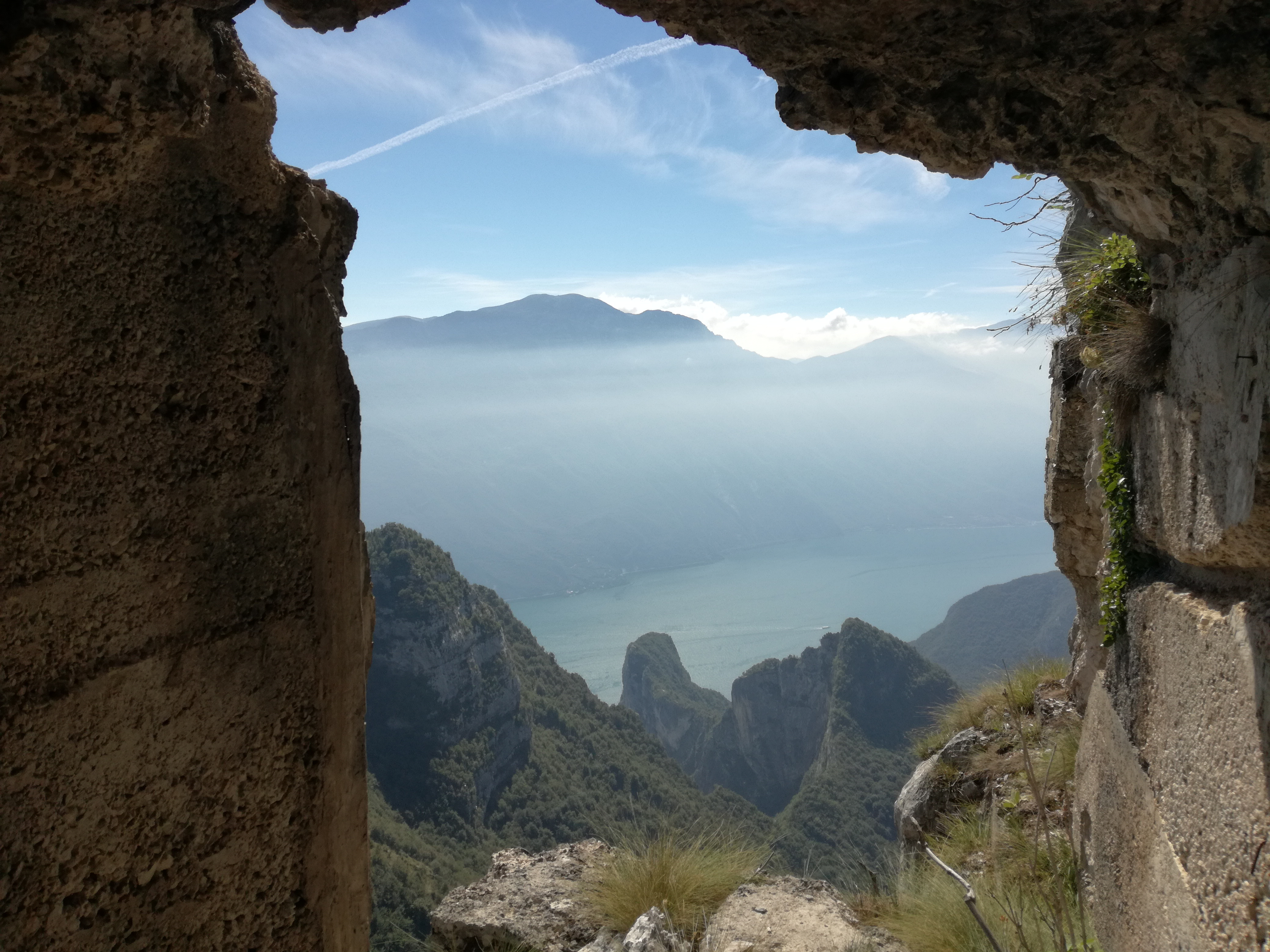
Blick von der Stellung Reifegg auf Grotta Dazi, Cima Capi und Cima Rocca, im Hintergrund der Monte Altissimo di Nago
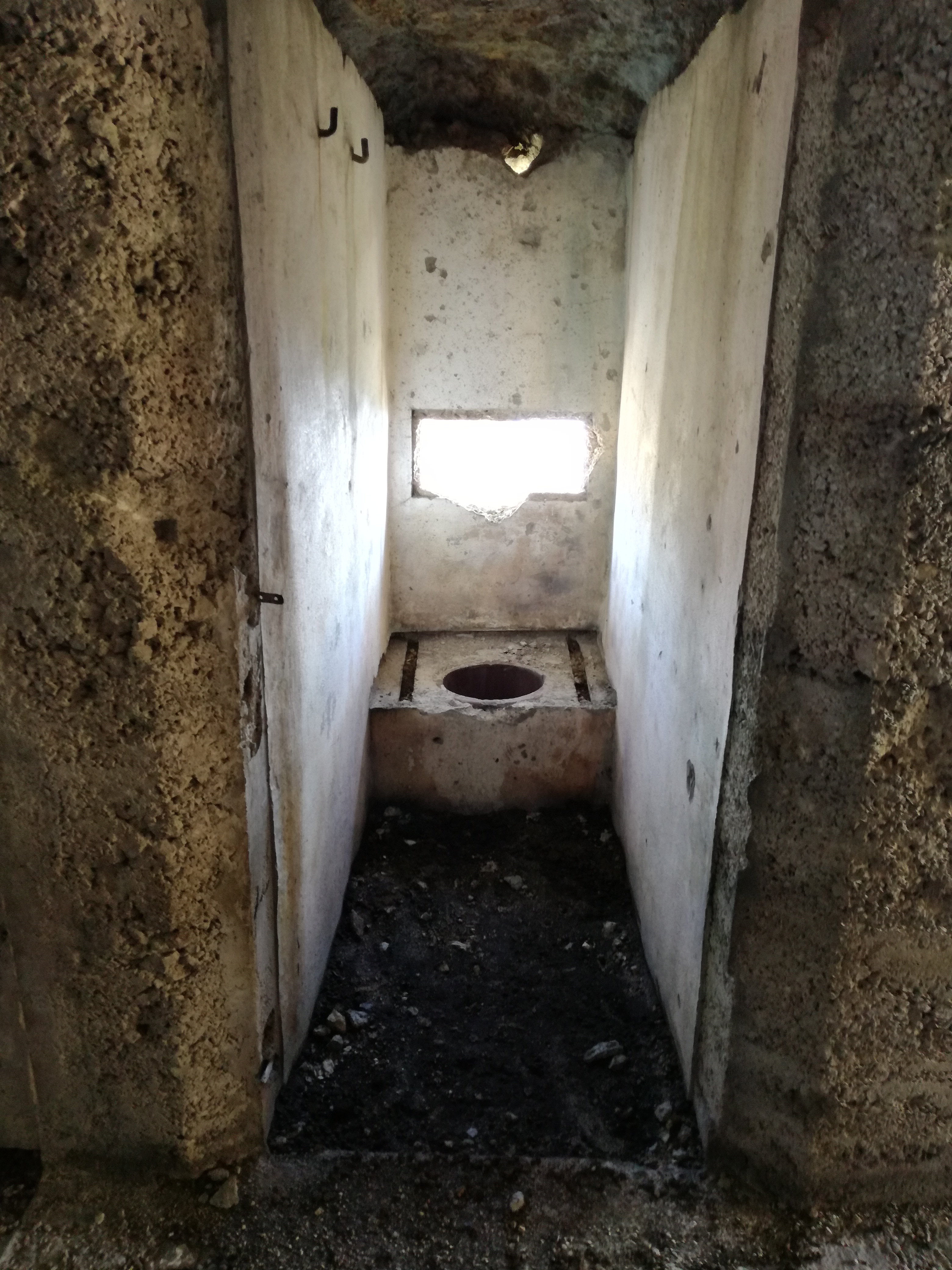
Plumpsklo der Stellung Reifegg

## Routen zum Gipfel
Talorte sind Riva del Garda im Osten und Biacesa im Süden. Von Biacesa (418 m) aus verläuft eine Route durch das Val Vasotina durch zunächst Hartlaubvegetation und später Rotbuchenwald zur Bocchet dei Concoli (1221 m). Hier befinden sich mehrere von der k.u.k. Armee errichtete Laufgräben und Überreste von Stellungen und Kavernen aus dem Ersten Weltkrieg. Ein Bergpfad führt dann weiter in Serpentinen zum Bergkamm und schließlich auf die Cima Giocchello.